# Bahrain vid världsmästerskapen i simsport 2022
Bahrain tävlade vid världsmästerskapen i simsport 2022 i Budapest i Ungern mellan den 17 juni och 3 juli 2022. Bahrain hade en trupp på fyra idrottare.

## Simning
Damer
| Idrottare     | Gren               | Heat    | Heat      | Semifinal        | Semifinal        | Final            | Final            |
| Idrottare     | Gren               | Tid     | Placering | Tid              | Placering        | Tid              | Placering        |
| ------------- | ------------------ | ------- | --------- | ---------------- | ---------------- | ---------------- | ---------------- |
| Ayah Binrajab | 50 meter frisim    | 28,81   | 64        | Gick inte vidare | Gick inte vidare | Gick inte vidare | Gick inte vidare |
| Ayah Binrajab | 50 meter fjärilsim | 30,69   | 52        | Gick inte vidare | Gick inte vidare | Gick inte vidare | Gick inte vidare |
| Noor Taha     | 50 meter ryggsim   | 31,38   | 30        | Gick inte vidare | Gick inte vidare | Gick inte vidare | Gick inte vidare |
| Noor Taha     | 100 meter ryggsim  | 1.09,28 | 38        | Gick inte vidare | Gick inte vidare | Gick inte vidare | Gick inte vidare |

Herrar
| Idrottare       | Gren               | Heat    | Heat      | Semifinal        | Semifinal        | Final            | Final            |
| Idrottare       | Gren               | Tid     | Placering | Tid              | Placering        | Tid              | Placering        |
| --------------- | ------------------ | ------- | --------- | ---------------- | ---------------- | ---------------- | ---------------- |
| Omar Al-Rowaila | 50 meter ryggsim   | 27,28   | 38        | Gick inte vidare | Gick inte vidare | Gick inte vidare | Gick inte vidare |
| Omar Al-Rowaila | 100 meter ryggsim  | 1.00,03 | 40        | Gick inte vidare | Gick inte vidare | Gick inte vidare | Gick inte vidare |
| Saud Ghali      | 100 meter bröstsim | 1.06,46 | 55        | Gick inte vidare | Gick inte vidare | Gick inte vidare | Gick inte vidare |
| Saud Ghali      | 200 meter bröstsim | 2.23,68 | 36        | Gick inte vidare | Gick inte vidare | Gick inte vidare | Gick inte vidare |